# خان مراد باشا

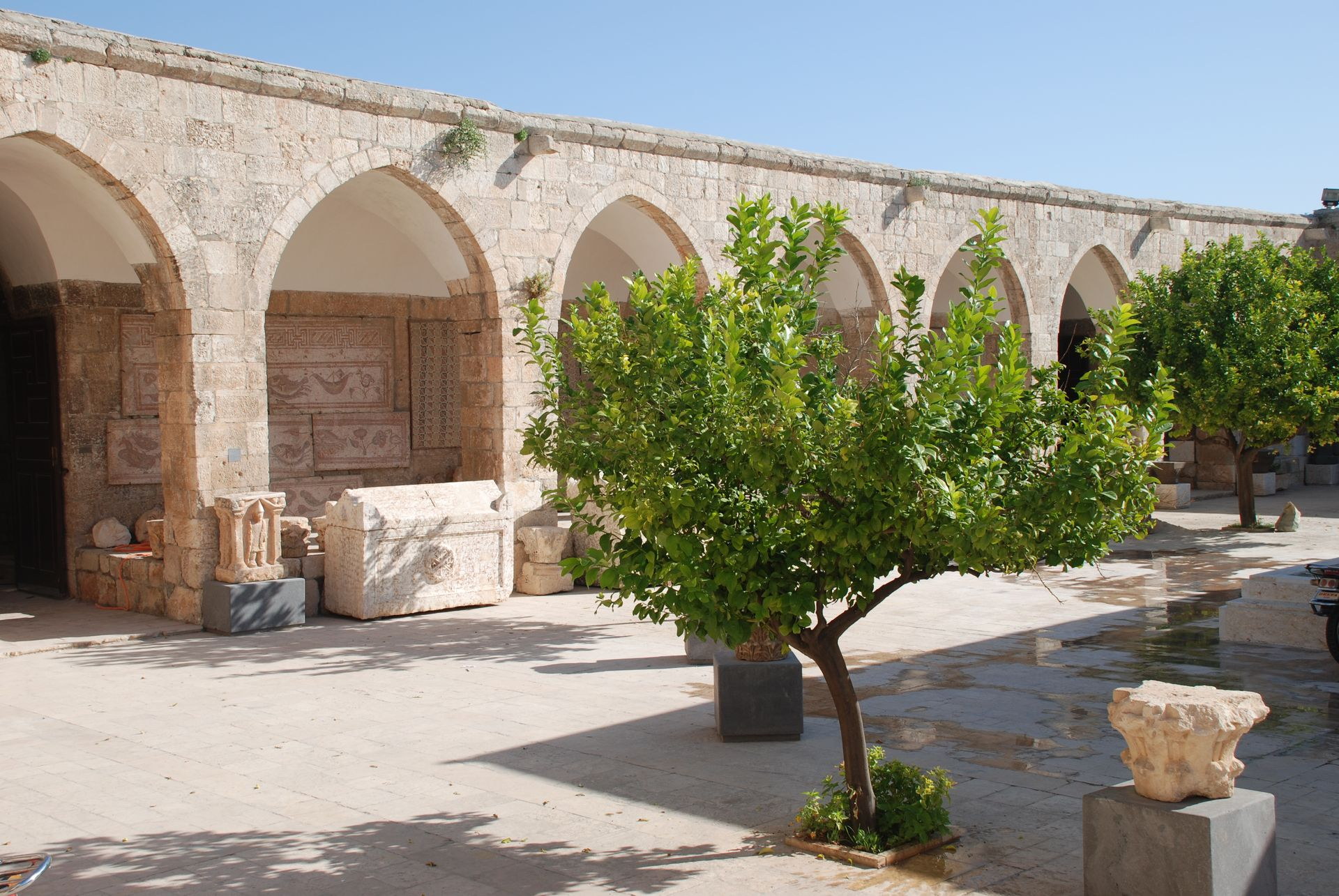

خان مراد باشا أو متحف معرة النعمان: تتقاطع خطوط التاريخ لتنتج لنا بناءً رائعاً يعتبر درة معمارية في تاج الحضارة العربية ويتميز هذا المبنى بالشموخ والعمق التاريخي لمدينة معرة النعمان التي تساير التاريخ منذ نشوئه.
بنى هذه المنشأة مراد جلبي أمين الخزائن السلطانية وذلك بُعيد دخول العثمانيين إلى سوريا وذلك عام /974هـ1595م/ وكانت الغاية من المبنى هو محطة استراحة وفندق وتكية إطعام للمسافرين وأبناء السبيل وغيرهم كما ورد في النص الوقفي الذي يعلو قنطرة المدخل الرئيسي للخان والنص هو : (قد بنى هذه الواحة لوجه الله حامي الدفاتر الديوان السلطانية مراد جلبي فغني منع فقير أو دوابة شتى فعليه لعنة الله والملائكة والناس بطرق شتى سنة / 974 هـ /)
والمبنى بمجموعه محكم الصنع ومتقن للغاية حتى ليحسبه الرائي من حجر واحدة وكأن بانيه قد فرغ من بنائه لتوّه ولكي يسلم هذا المشروع العمراني الخيري ويقوم للغاية المنشأ لأجلها. فقد أوقف الباني عليه المباني العديدة والإنشاءات المائية كأوقاف واسعة له ودارّة عليه تفي بنفقاته وتفيض ألا وهي ثماينة عشر زورا(بستاناً) واثنتين وعشرون طاحونة مائية بحوض العاصي وخمس وثلاثون ناعورة للسقاية، ومزرعة الفرزل (الحراكي) شرقي المعرة وخاناً كبيراً هو خان السبل على طريق حماة – حلب.
كما أنه يوجد به مكتبة أثرية تعود إلى العهد الإسلامي باسم مكتبة ابن الشحنة، وهي مكتبة خطية وأثرية.

## موقع المبنى
يقع خان مراد باشا في شطر المدينة الشرقي بوسط شارع أبي العلاء ويجاوره من الجنوب خان أسعد باشا العظم حيث يفصل بينهما حديقة بسيطة يتقدمها تمثال نصفي لأبي العلاء ومن جهاته الأخرى عدة دوائر رسمية.

## وصف المبنى
يتألف البناء من أربعة أجنحة مصلبة القف تعلو سطوحها أبراج المصطليات وتتقدمها الأروقة الرشيقة بأقواسها المدببة وقناطرها المرتفعة وسقوفها المعقودة.
ويبلغ طول الواجهة الرئيسية للخان /70م/ وبعمق /80م/ ويرتفع نحو سبعة أمتار وقد شيّد من حجارة كلسية كبيرة الحجم منحوتة ويبلغ عرض الجناح خمسة عشر متراً ويفصل بين كل جناحين معبر يؤدي إلى مرافق خدمية يضم أربع غرف متقابلة ماعدا المعبر الشمالي الذي يؤدي إلى دورة المياه. وتتحلق الأروقة حول باحة سماوية مكشوفة واسعة الأرجاء يتوسطها بناء التكية ويحوي بداخلها فسيقة ماء ويقوم بناؤها على أعمدة أسطوانية وأقواس مدببة وسقفها يضم قبة مستطيلة ويتقدم التكية من الجنوب بناء المسجد وله قبة نصف كروية أما المرافق الخدمية التابعة لبناء الخان فهي سوق تجارية واقتصادية مؤلفة من ستة مخازن متقابلة وحمام التكية بطرازها المعروف (البراني والوسطاني والجواني) وغرفة القمين وهذه المرافق تلاصق بناء الخان من الجهة الغربية وشمالي الحمام يوجد الفرن ومستودعات للغلال وغرفة مدار لتوزيع الماء بواسطة حلاقيم فخارية متصلة من البئر إلى خزان أرضي بجانب المسجد من الغرب. ويتربع مبنى الخان مع ملحقاته على مساحة من الأرض قدرها سبعة دونمات.

## تحويل الخان إلى متحف
بقي خان باشا مستمراً للغاية المنشأ من أجلها حتى أوائل القرن العشرين حيث بعثرت أوقاف هذا الخان وضعفت وارداته فضم إلى أوقاف الجامع الكبير في المعرة بناء على وصية الواقف المحفوظة في متحف المعرة والتي يعود تاريخها إلى عام /1321هـ/ وبدأ بتأجيره كأقسام لغايات مختلفة الأمر الذي أضر بالمبنى وأضعف عناصره الإنشائية نتيجة الإهمال الذي لحقة من المستأجرين فسارعت وزارة الثقافة (المديرية العامة للآثار والمتاحف) وبجهود من الباحث كامل شحادة باستصدار المرسوم الجمهوري رقم /144/ لعام 1982/ الذي يقضي بترميم هذه الآبدة ومن ثم تحويلها إلى متحف محلي. وفعلاً بدأت ورشات الترميم عملها في مطلع عام /1983/ ودشن كمتحف في نيسان عام /1987/ وأصبح الأستاذ كامل شحادة (والذي يعد المؤسس له) أميناً له. وكاد أن يكون مختصاً لعرض اللوحات الفسيفسائية المكتشفة في منطقة المعرة وما حولها لولا عرض بعض القطع الأثرية ضمن خزائن زجاجية, ويعد أكبر متحف للوحات الفسيفساء في سوريا وبلاد الشام لما به من لوحات نادرة.. ويوجد به أيضا قسم خاص بمكتبة أل الشحنة وهي مقدمة عبارة عن مخطوطات يدوية وكتب بخط اليد وهي كتب ذات قيمة عالية جدا لما بها من قيمة دينية وعنوية وتاريخية وبعضها يعود إلى مئات السنين.. وهي مقدمة من أل الشحنة بمعرة النعمان ونخص بالذكر أبناء الشيخ محمد بن علي الشحنة ومن محمد بشير الشحنة.. وذلك حفاظا على قيمتها التاريخية والدينية.